# Десно Жељезно
Десно Жељезно је насељено место у општини Мартинска Вес, у сисачкој горњој Посавини, Хрватска, до нове територијалне организације у саставу бивше велике општине Сисак.

## Становништво
| Националност       | 1991.        |
| Хрвати             | 273 (98,55%) |
| Срби               | 1 (0,36%)    |
| Југословени        | 2 (0,72%)    |
| остали и непознато | 1 (0,36%)    |
| Укупно             | 277          |